# Высшая духовная семинария зелёногурско-гожувской епархии

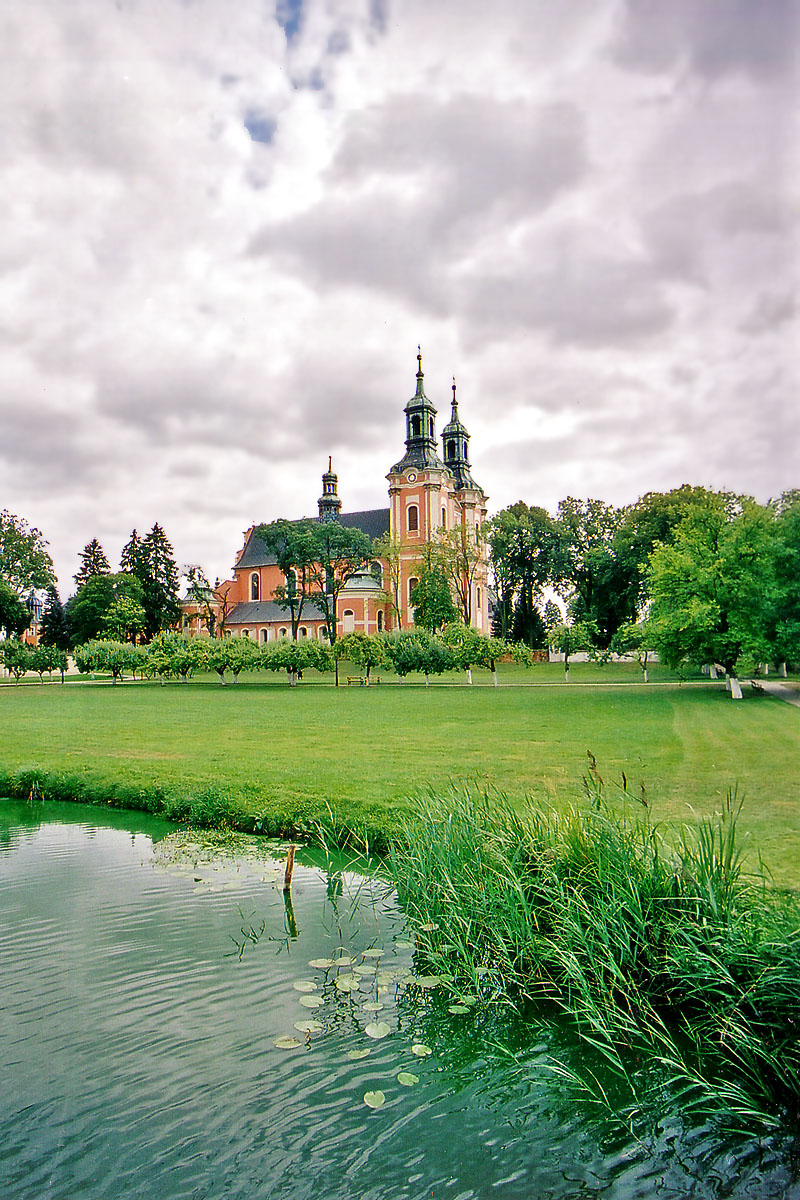
Цистерцианское аббатство, Госьциково, Любушское воеводство, Польша

Высшая духовная семинария зелёногурско-гожувской епархии (пол. Wyższe Śląskie Seminarium Duchowne Diecezji Zielonogórsko-Gorzowskiej) — государственное высшее учебное заведение, католическая духовная семинария, находящаяся в населённом пункте Госьциково, Любушское воеводство, Польша. Семинария готовит католических священников для зелёногурско-гожувской епархии. Семинария располагается на территории бывшего цистерцианского аббатства.
Семинария была основана в 1947 году. Первоначально она находилась в городе Гожув-Велькопольский. В 1952 году она была переведена в населённый пункт Госьциково Любушского воеводства и размещена на территории бывшего цистерцианского аббатства, которое было отреставрировано в 60-е годы XX столетия.
В настоящее время семинария является отделением теологического факультета Щецинского университета.

## Ректоры
- Герард Догель (1953—1971);